# Pesmergák
A Pesmerga (Kurdul: پێشمەرگە Pêşmerge, szó szerint: ,,akik szembenéznek a halállal") Iraki Kurdisztán hadserege. A Pesmerga nem egységes haderő, ugyanis a Kurd Demokrata Pártnak és a Kurdisztáni Hazafias Unió Pártjának is külön hadereje van. Ugyanakkor egy intézményhez, a Pesmerga Bizottsághoz tartoznak.
2003-ban kulcsszerepet játszottak a Pesmergák, ugyanis elfogták Szaddám Huszeint.
2004-ben a kurd terrorelhárítók elfogták az Al-Káida egyik kulcsfiguráját, Hassan Ghult, aki feltárta Oszáma bin Láden kilétét.
2014 júniusában az iraki hadsereg botlásait és elmeneküléseit kihasználva a kurd erők bevonultak Kirkukba és az elarabosított területekre.
2014 augusztusában újra szembe kellett nézni a halállal a Pesmergáknak: az Iszlám Állam megtámadta Iraki Kurdisztán területét. Mindmáig 1050 kurd oldalon harcoló katona halt meg, miközben több tucat katonát foglyul ejtettek a dzsihadisták.

## Történelem

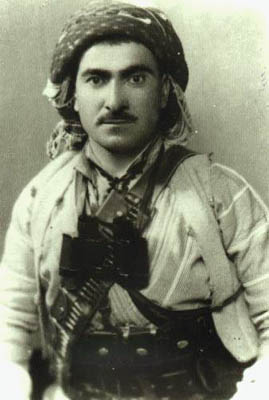
Musztafa Barzani vezető politikus és parancsnok volt haláláig, 1979-ig

A kurd harcosok mindig is a függetlenedésükért harcoltak a középkortól kezdve, amikor is idegen uralom alatt éltek. Harcoltak az Oszmán Birodalom, a Perzsa Birodalom és a Brit Birodalom ellen is. Azonban a "Pesmerga" kifejezést csak később alkották meg: egy kurd író, Ibrahim Ahmad volt ennek a szónak a kitalálója. A Mahabádi Köztársaság hivatalos hadereje volt, noha gerillaszervezetként működött.

## Struktúra
Az egységes haderőre már volt igyekezet a kurd regionális kormány részéről. Betiltották a különféle partizánzászlókat, minimalizálták a pártosságot. A reform a mai napig folyamatban van, hogy létrehozzanak egy egységes kurd haderőt.

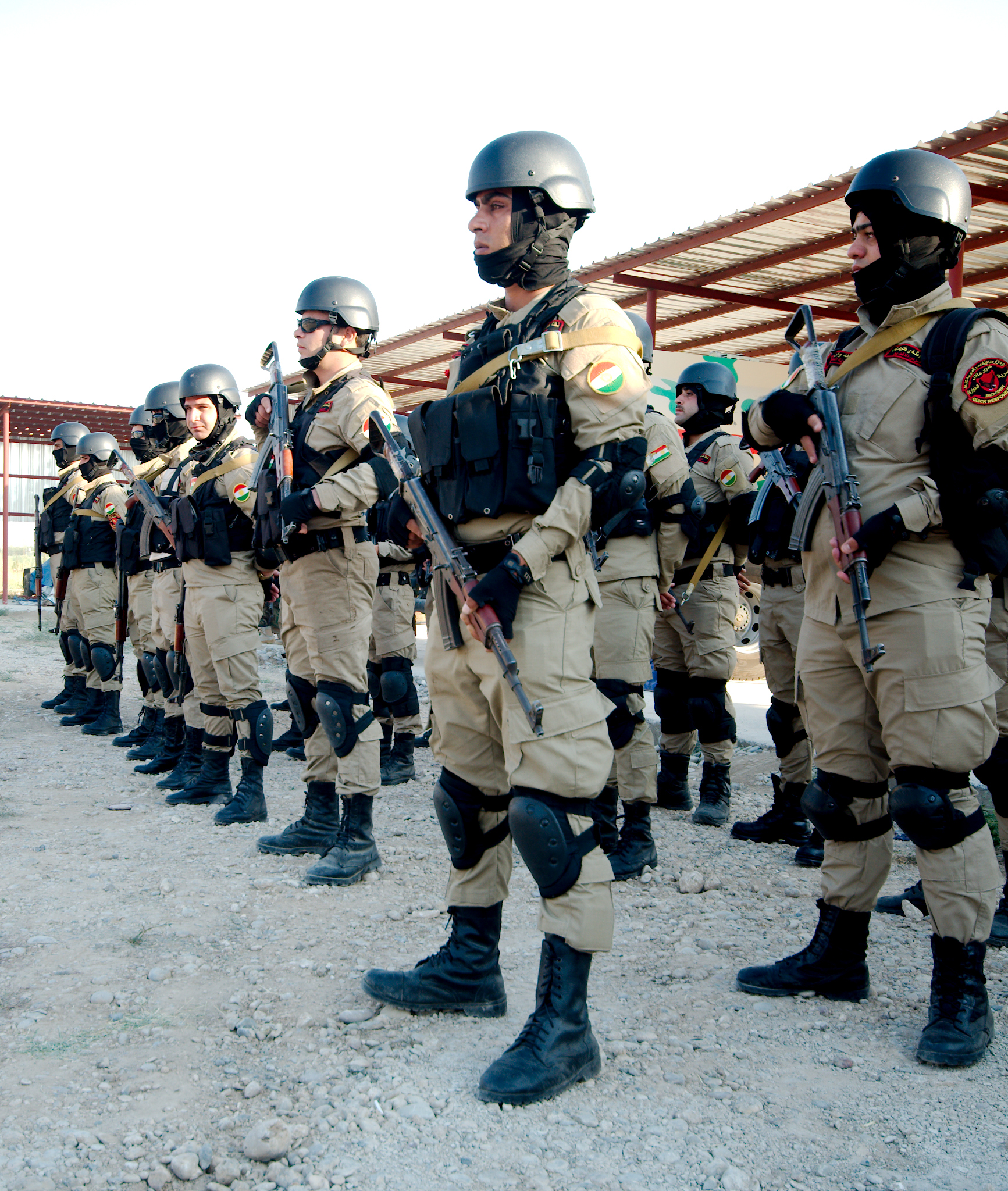
A Pesmerga speciális hadereje Szíria közelében, 2014. június 23-án

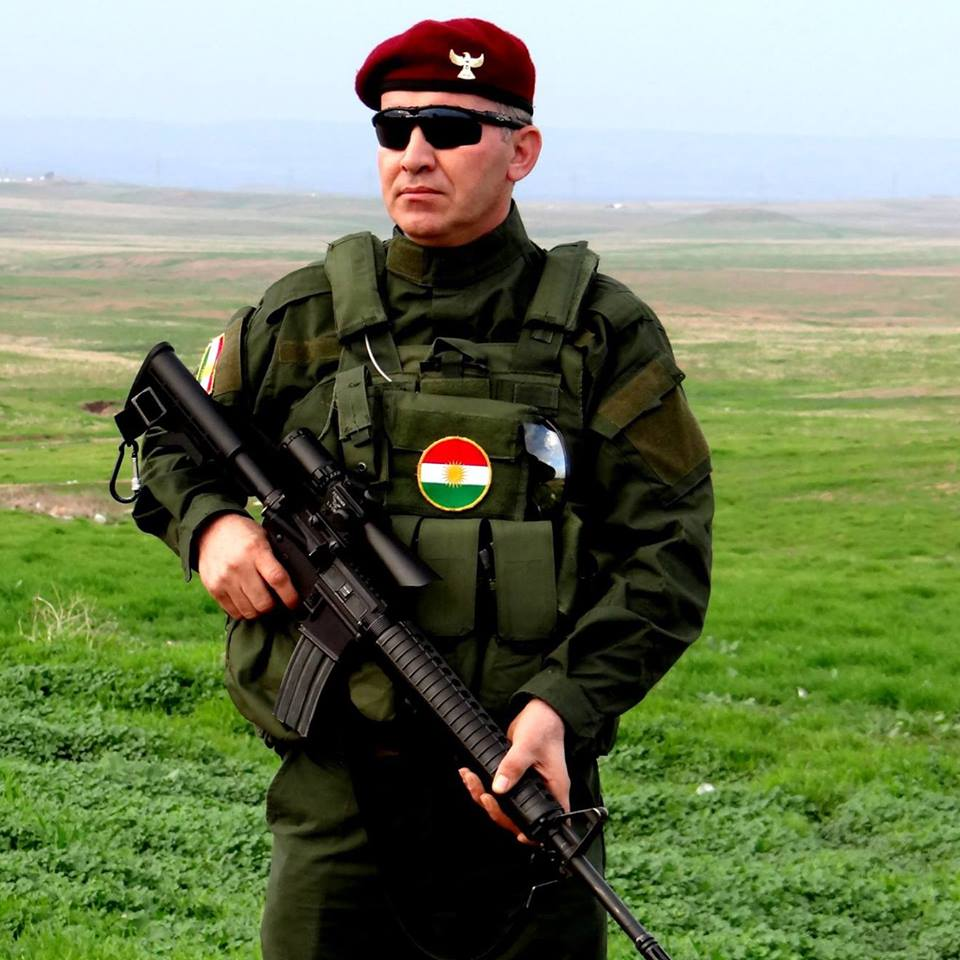
Egy Pesmerga katona, a szokásos felszereléseiben

## Összecsapások Törökországgal
Miután a törökök megfenyegették a Kurd Regionális Kormányt, hogy betörnek Észak-Irakba a PKK tevékenységei miatt, Maszúd Barzani nyomban 1000 Pesmergát küldött a határra. Időközben a helyzet megnyugodt. Miután a nagy török művelet készülődött, a kurd régió elnöke még 2000 harcost vitt a török határra. Fuad Husszein szerint tűzharc is volt a kurd fegyveres erők és a török hadsereg között. A Pesmergák megpróbálták megakadályozni a törököket és az előrenyomuló tankokat, mondta. A törökök viszont tagadtak:
```
"Nem volt tűzharc, ezek a jelentések egyszerűen manipulálják a közvéleményt"
```

- mondta a török vezérkar főnöke.

## Összecsapások Iránnal
A múltban rengetegszer csaptak össze a kurdok az Iráni Forradalmi Gárdával.

## Felszerelés
Amerikai források szerint a Pesmergáknak ilyen felszereléseik vannak: Több száz PT–76 tank, 150 és 450 között T–72 és T-55 harckocsik, több tízezer M-16 puska, BMP–1 gyalogsági jármű.
2014 őszétől Németország rengeteg támogatást nyújt a Pesmergáknak: MILAN (60 db, 1000 rakétával), Heckler & Koch MP5-ös típusú fegyver (12.000 db), G36 típusú fegyver (8000 db), MG 3 típusú géppuska (50 db), Panzerfaust 3 (400 db) és P1-es fegyverek (8000 db).

### Kézifegyverek
| Név                                   | Származási helye              | Típus                         | Kaliber                       | Jegyzet                                                                |                               |                               |
| NATO szériagyártású fegyverek         | NATO szériagyártású fegyverek | NATO szériagyártású fegyverek | NATO szériagyártású fegyverek | NATO szériagyártású fegyverek                                          | NATO szériagyártású fegyverek | NATO szériagyártású fegyverek |
| ------------------------------------- | ----------------------------- | ----------------------------- | ----------------------------- | ---------------------------------------------------------------------- | ----------------------------- | ----------------------------- |
| Walther P1                            | Németország                   | Pisztoly                      | 9x19mm                        | 8000 darab Németországból                                              |                               |                               |
| MP5                                   | Németország                   | Géppisztoly                   | 9x19mm                        |                                                                        |                               |                               |
| M4A1                                  | USA                           | Karabély                      | 5.56×45mm                     |                                                                        |                               |                               |
| HS Produkt VHS                        | Horvátország                  | Gépkarabély                   | 5.56×45mm                     | 20.000 darabot vásárolt Horvátországtól                                |                               |                               |
| G36                                   | Németország                   | Gépkarabély                   | 5.56×45mm                     | 8.000 darab Németországból                                             |                               |                               |
| M16A2                                 | USA                           | Gépkarabély                   | 5.56×45mm                     |                                                                        |                               |                               |
| AR-15                                 | USA                           | Gépkarabély                   | 5.56×45mm                     |                                                                        |                               |                               |
| Heckler & Koch G3                     | Németország                   | Gépkarabély                   | 7.62×51mm                     | 12.000 Németországból                                                  |                               |                               |
| MG3 géppuska                          | Németország                   | Géppuska                      | 7.62×51mm                     | 50 darab Németországtól és 100 darab Olaszországtól                    |                               |                               |
| Franchi SPAS-12                       | Olaszország                   | Shotgun                       | 12×70mm                       |                                                                        |                               |                               |
| Beretta MG 42/59                      | Olaszország                   | Általános célú géppuska       | 7.62×51mm                     | 100 darab Olaszországtól                                               |                               |                               |
| M2 Browning                           | USA                           | Nehézgéppuska                 | 12.7×99mm                     | 100 darab Olaszországból, Franciaországtól és az Egyesült Királyságtól |                               |                               |
| M240                                  | USA                           | Nehézgéppuska                 | 7.62×51mm                     |                                                                        |                               |                               |
| M249                                  | USA                           | Könnyűgéppuska                | 5.56×45mm                     |                                                                        |                               |                               |
| M-40 (mesterlövész puska              | USA                           | Mesterlövész puska            | 7.62×51mm                     |                                                                        |                               |                               |
| M60                                   | USA                           | Géppuska                      | 7.62×51mm                     |                                                                        |                               |                               |
| M-24 (mesterlövész puska)             | USA                           | Mesterlövész puska            | 7.62×51mm                     |                                                                        |                               |                               |
| Barrett M82A1                         | USA                           | Mesterlövész puska            | 12.7×99mm                     |                                                                        |                               |                               |
| Accuracy International Arctic Warfare | Egyesült Királyság            | Mesterlövész puska            | 7.62×51mm                     |                                                                        |                               |                               |
| Szovjet szériagyártású fegyverek      |                               |                               |                               |                                                                        |                               |                               |
| Makarov-pisztoly                      | Szovjetunió                   | Pisztoly                      | 9×18mm                        |                                                                        |                               |                               |
| Zastava M92                           | Szerbia                       | Karabély                      | 7.62×39mm                     |                                                                        |                               |                               |
| AK–47                                 | Szovjetunió                   | Gépkarabély                   | 7.62×39mm                     |                                                                        |                               |                               |
| AKM                                   | Szovjetunió                   | Gépkarabély                   | 7.62×39mm                     |                                                                        |                               |                               |
| RPK                                   | Szovjetunió                   | Könnyű géppuska               | 7.62×39mm                     |                                                                        |                               |                               |
| PK                                    | Szovjetunió                   | Géppuska                      | 7.62×54mmR                    |                                                                        |                               |                               |
| DSK                                   | Szovjetunió                   | Nehézgéppuska                 | 12.7×108mm                    |                                                                        |                               |                               |
| Tabuk (mesterlövész puska)            | Irak                          | Mesterlövész puska            | 7.62×39mm                     |                                                                        |                               |                               |
| SZVD                                  | Szovjetunió                   | Mesterlövész puska            | 7.62×54mmR                    |                                                                        |                               |                               |
| SZVU                                  | Oroszország                   | Mesterlövész puska            | 7.62×54mmR                    |                                                                        |                               |                               |
| Zastava M91                           | Szerbia és Montenegró         | Mesterlövész puska            | 7.62×54mmR                    |                                                                        |                               |                               |
| Zastava M98                           | Szerbia és Montenegró         | Mesterlövész puska            | 7.62×57mmR                    |                                                                        |                               |                               |
| Zastava M93                           | Szerbia                       | Rombolópuska                  | 12.07×108mmR                  |                                                                        |                               |                               |
| AMR-2                                 | Kína                          | Rombolópuska                  | 12.07×108mmR                  |                                                                        |                               |                               |

### Páncélfegyverek
| Név             | Származási hely             | Típus                 | Kaliber | Jegyzet    |
| --------------- | --------------------------- | --------------------- | ------- | ---------- |
| RPG–7           | Szovjetunió                 | Páncéltörő gránátvető | 40mm    |            |
| RB M57          | Jugoszlávia                 | Páncéltörő rakéta     | 44mm    |            |
| Panzerfaust 3   | Németország                 | Páncéltörő rakéta     | 60mm    | 400 darab  |
| FFV AT 4        | Svédország / USA            | Páncéltörő rakéta     | 84mm    | 1000 darab |
| FFV Carl Gustaf | Svédország / Németország    | Páncéltörő rakéta     | 84mm    | 40 darab   |
| HJ-8            | Kína                        | Páncéltörő rakéta     | 120mm   |            |
| 9M133 Kornet    | Oroszország                 | Páncéltörő rakéta     | 120mm   |            |
| 9M113 Konkursz  | Oroszország                 | Páncéltörő rakéta     | 115mm   |            |
| 9M14 Maljutka   | Szovjetunió                 | Páncéltörő rakéta     |         |            |
| BGM–71 TOW      | USA                         | Páncéltörő rakéta     | 152mm   |            |
| MILAN           | Franciaország / Németország | Páncéltörő rakéta     | 115mm   | 60 darab   |
| M40             | USA                         | Páncéltörő rakéta     | 106mm   |            |
| Breda Folgore   | Olaszország                 | Páncéltörő rakéta     | 80mm    |            |

### Gránátvetők
| Név          | Származási hely         | Típus      | Kaliber  | Jegyzet |
| ------------ | ----------------------- | ---------- | -------- | ------- |
| Denel Y3 AGL | Dél-afrikai Köztársaság | Gránátvető | 40×53mm  |         |
| QLZ-87       | Kína                    | Gránátvető | 35x80mm  |         |
| GL-06        | Svájc                   | Gránátvető | 40×46mm  |         |
| AGS-30       | Szovjetunió             | Gránátvető | 30x29mmB |         |
| AGS-17       | Szovjetunió             | Gránátvető | 30x29mmB |         |

### Aknavetők
| Név           | Származási hely    | Típus           | Kaliber | Jegyzet |
| ------------- | ------------------ | --------------- | ------- | ------- |
| 2B9 Vasziljok | Szovjetunió        | Aknavető        | 82mm    |         |
| M224          | USA                | Könnyű aknavető | 60mm    |         |
| M252          | Egyesült Királyság | Aknavető        | 81mm    |         |
| M-29          | USA                | Aknavető        | 81mm    |         |
| M-30          | Szovjetunió        | Tarack          | 122 mm  |         |

### Hordozható légvédelmi rendszerek
| Név          | Származási hely | Típus                                | Kaliber | Jegyzet |
| ------------ | --------------- | ------------------------------------ | ------- | ------- |
| SA-7 Grail   | Szovjetunió     | Hordozható légvédelmi rakétarendszer | 72 mm   |         |
| SA-16 Gimlet | Szovjetunió     | Hordozható légvédelmi rakétarendszer | 72 mm   |         |
| SA-18 Grouse | Szovjetunió     | Hordozható légvédelmi rakétarendszer | 72 mm   |         |

### Járművek
| Név              | Származási hely | Típus                               | Darabszám | Jegyzet                                                             |
| ---------------- | --------------- | ----------------------------------- | --------- | ------------------------------------------------------------------- |
| T–72             | Szovjetunió     | Harckocsi                           | < 30      | 2003-tól                                                            |
| T–62             | Szovjetunió     | Harckocsi                           | 150-170   | 170 aktív                                                           |
| T-55             | Szovjetunió     | Harckocsi                           | 95/215    |                                                                     |
| PT–76            | Szovjetunió     | Úszó harckocsi                      | < 70      | 2003-tól                                                            |
| BMP–1            | Szovjetunió     | Gyalogsági harcjármű                | < 30      | 2003-tól                                                            |
| MT–LB            | Szovjetunió     | Páncélozott szállító jármű          | < 80      | 2003-tól                                                            |
| YW701            | Kína            | Páncélozott szállító jármű          |           |                                                                     |
| EE-9             | Brazília        | Gyalogsági harcjármű                |           | 2003-tól                                                            |
| EE-11 Urutu      | Brazília        | Gyalogsági harcjármű                |           | 2003-tól                                                            |
| IAG Guardian APC |                 | Páncélozott szállító jármű          |           | 2003-tól                                                            |
| ATF Dingo        | Németország     | Páncélozott szállító jármű          | 4         | 5 megvásárolva Németországtól, 1 megsemmisült egy 2014-es háborúban |
| MRAP             | USA             | Gépjármű-Páncélozott szállító jármű | 45 +      | Megfutamodott iraki erőktől szerezve                                |
| M1117            | USA             | Páncélozott szállítójármű           | < 45      | Megfutamodott iraki erőktől szerezve                                |
| BRDM–2           | Szovjetunió     | Páncélozott felderítő jármű         | < 10      | 2003-tól                                                            |

### Logisztikai gépjárművek
| Név                 | Származási hely         | Típus                 | Darabszám | Jegyzet                                         |
| ------------------- | ----------------------- | --------------------- | --------- | ----------------------------------------------- |
| Ural–5323           | Oroszország             | Nehéz tehergépkocsi   |           |                                                 |
| Mack kamionok       | USA                     | Nehéz tehergépkocsi   | 25-40     | USA-ból vásárolva, eredetileg civil használatra |
| Atego               | Németország             | Tehergépkocsi         | 5-25      |                                                 |
| Zetros              | Németország             | Tehergépkocsi         |           |                                                 |
| Navistar 7000       | USA                     | Tehergépkocsi         |           |                                                 |
| KrAZ–6322           | Ukrajna                 | Könnyű tehergépkocsi  |           |                                                 |
| GAZ–33097           | Oroszország             | Könnyű tehergépkocsi  |           |                                                 |
| GAZ–66              | Szovjetunió             | Könnyű tehergépkocsi  |           |                                                 |
| Ural–4320           | Szovjetunió             | Nehéz tehergépkocsi   |           |                                                 |
| UAZ                 | Szovjetunió             | Katonai gépjármű      |           |                                                 |
| UNIMOG              | Németország             | Katonai mentőgépjármű | 20        | Németországból vásárolva                        |
| Cougar              | USA                     | Katonai gépjármű      | 20        |                                                 |
| HMMWV               | USA                     | Terepjáró             |           |                                                 |
| Wolf                | Németország             | Katonai gépjármű      | 60        | Németországból vásárolva                        |
| Reva APC            | Dél-afrikai Köztársaság | Katonai gépjármű      |           |                                                 |
| Toyota Land Cruiser | Japán                   | Terepjáró             |           |                                                 |

### Tüzérség
| Név                                             | Származási hely    | Típus                        | Darabszám | Jegyzet |
| ----------------------------------------------- | ------------------ | ---------------------------- | --------- | ------- |
| 2SZ1                                            | Szovjetunió        | Önjáró tarack                |           |         |
| BM–21 Grad                                      | Szovjetunió        | Sorozatvető                  |           |         |
| Type 63 (107mm MLR)                             | Kína               | Páncéltörő rakéta harckocsik |           |         |
| M198                                            | USA                | Tarack                       |           |         |
| S-60                                            | Szovjetunió        | Tarack                       |           |         |
| 122 mm-es D–30 típusú (GRAU-kódja: 2A18) tarack | Szovjetunió        | Tarack                       |           |         |
| 122 mm-es 1938 mintájú tarack (M–30)            | Szovjetunió        | Tarack                       |           |         |
| 152 mm-es D-20 ágyútarack                       | Szovjetunió        | Ágyú tarack                  |           |         |
| QF 25-zúzó                                      | Egyesült Királyság | Tarack                       |           |         |

### Légvédelem
| Név         | Származási hely | Típus             | Darabszám | Jegyzet |
| ----------- | --------------- | ----------------- | --------- | ------- |
| 20mm Mle F2 | Franciaország   | Légvédelmi rakéta |           |         |
| ZU–23–2     | Szovjetunió     | Légvédelmi ágyú   |           |         |
| ZSZU–57–2   | Szovjetunió     | Légvédelmi ágyú   |           |         |
| KS-30       | Szovjetunió     | Légvédelmi rakéta |           |         |
| Type 63     | Kína            | Légvédelmi rakéta |           |         |

### Helikopter
| Név              | Származási hely | Típus                   | Darabszám               | Jegyzet                             |
| ---------------- | --------------- | ----------------------- | ----------------------- | ----------------------------------- |
| Bell 206         | USA             | Többfunkciós helikopter |                         |                                     |
| CH–47 Chinook    | USA             | Szállító helikopter     | 4 darab                 | Ajándékba kapta az Olasz Légierőtől |
| Bell OH-58 Kiowa | USA             | Felderítő helikopter    |                         |                                     |
| Black Hawk       | USA             | Többfunkciós helikopter |                         | USA-tól kölcsönzött                 |
| Sikorsky S-333   | USA             | Többfunkciós helikopter |                         |                                     |
| UH–1 Iroquois    | USA             | Többfunkciós helikopter |                         | A Kurd Regionális Kormány tulajdona |
| MD 530F          | USA             | Többfunkciós helikopter | 12-t rendelt            |                                     |
| MD 902 Explorer  | USA             | Többfunkciós helikopter | 2-t rendelt             |                                     |
| Mi–8             | Szovjetunió     | Szállító helikopter     |                         |                                     |
| Mi-17            | Szovjetunió     | Szállító helikopter     | 2-t kölcsönzött Iraktól |                                     |
| Eurocopter EC120 | Franciaország   | Többfunkciós helikopter |                         |                                     |
| Eurocopter EC135 | Németország     | Többfunkciós helikopter |                         |                                     |

## Fordítás
- Ez a szócikk részben vagy egészben  a   Peshmerga című angol Wikipédia-szócikk fordításán alapul.  Az eredeti cikk szerkesztőit annak laptörténete sorolja fel. Ez a jelzés csupán a megfogalmazás eredetét és a szerzői jogokat jelzi, nem szolgál a cikkben szereplő információk forrásmegjelöléseként.
- Ez a szócikk részben vagy egészben  a   Peschmerga című német Wikipédia-szócikk fordításán alapul.  Az eredeti cikk szerkesztőit annak laptörténete sorolja fel. Ez a jelzés csupán a megfogalmazás eredetét és a szerzői jogokat jelzi, nem szolgál a cikkben szereplő információk forrásmegjelöléseként.